# Marcela Baños
Marcela Baños (nacida como Marcela Alejandra Baños, Ciudad Autónoma de Buenos Aires, Argentina, 21 de noviembre de 1975) es una conductora y locutora argentina, conocida por conducir actualmente el programa de música tropical Pasión de sábado, además de integrar los programas Intrusos en el espectáculo y Mandá Play por América TV.

## Biografía

### Nacimiento e infancia
Marcela Baños nació el 21 de noviembre de 1975 en la Ciudad Autónoma de Buenos Aires en el barrio de Palermo. Cursó sus estudios secundarios en el colegio "Santa Teresa de Jesús" donde fue presidenta del centro de estudiantes y solista del coro.[cita requerida]

### Comienzos y carrera
Obtuvo el título de locutora nacional en el Instituto Superior de Enseñanza Radiofónica (ISER). Su primer trabajo profesional fue como bailarina en los espectáculos del Showcenter de Haedo, conducidos por Juan Emilio Guidobono. La primera aparición en la televisión argentina fue en el programa tropical "A Pleno Sábado" de América Tv, como bailarina de Marixa Balli junto a Roberto Funes Ugarte. Luego en 1999 se lanza como conductora del programa "Pasión Tropical" emitido por Azul Televisión junto a La Tota Santillán Hasta 2002. Desde diciembre de 2002 a la actualidad, es la conductora del programa "Pasión de Sábado", Por América TV.
El 6 de marzo de 2016, para celebrar el Día Internacional de la Mujer Marcela Baños fue la primera locutora femenina en ser la voz del estadio del Superclásico del fútbol argentino River - Boca en el Estadio Monumental.
En 2019 intervino en el filme documental Olmedo, el rey de la risa.

## Televisión
| Año                     | Programa                 | Canal      | Notas              |
| ----------------------- | ------------------------ | ---------- | ------------------ |
| 1999-2002               | Pasión Tropical          | Azul TV    | Conductora         |
| 2002-2010-2013 presente | Pasión de Sábado         | América TV | Conductora         |
| 2011-2014, 2021-2022    | Intrusos                 | América TV | Panelista          |
| 2015                    | Cazados                  | América TV | Ella misma         |
| 2016-2018               | Pasión de Domingo        | América TV | Conductora         |
| 2018                    | Showmatch: Bailando 2018 | El Trece   | 5.ª eliminada      |
| 2022                    | Mandá Play               | América TV | Participante       |
| 2022                    | Recreo                   | América TV | Conductora         |
| 2023                    | LAM                      | América TV | Panelista invitada |